# Teatr Potem-o-tem
Teatr Potem-o-tem – niezależny warszawski teatr działający od marca 2016 roku. Ma siedzibę przy ul. Nowolipki 2/2a.

## Opis
Teatr został utworzony przez grupę młodych warszawskich artystów, którzy u progu swojej artystycznej kariery postanowili stworzyć własną scenę, na której mogliby tworzyć teatr jaki sami chcieliby oglądać. Teatr programowo nie jest związany na stałe z żadną instytucją. Większość swoich spektakli realizuje w przestrzeniach, które nie były wcześniej kojarzone z teatrem m.in. garaż, prywatne mieszkanie, autokar, zabytkowy pałac, kamienica czy niewielka galeria sztuki.
Cechy teatru:
- niezależność – twórcza i finansowa
- łączenie komedii z gorzką refleksją na temat rzeczywistości
- interakcja i bliski kontakt z widzami
- kameralność
- brak stałej siedziby – uteatralnianie nieteatralnych przestrzeni
- współczesna tematyka – artystyczny głos Pokolenia Y

## Spektakle
| Tytuł                              | Autor             | Premiera   | Obsada | Reżyseria         |
| ---------------------------------- | ----------------- | ---------- | --- | ----------------- |
| Believe me, there will be NO PORN! | Marcin Zbyszyński | 13.05.2023 | Ewa Jakubowicz, Anna Mrozowska, Katarzyna Obidzińska, Eliza Rycembel, Maria Sobocińska, Masza Wągrocka, Rafał Derkacz, Jan Marczewski, Maciej Pawlak, Piotr Piksa | Marcin Zbyszyński |
| Po(*)łączność                      | Marcin Zbyszyński | 02.12.2021 | Ewa Jakubowicz, Anna Mrozowska, Agata Różycka, Filip Kosior | Marcin Zbyszyński |
| Nie do powiedzenia                 | Marcin Zbyszyński | 31.10.2020 | Małgorzata Mikołajczak, Eliza Rycembel, Marcin Bubółka / Piotr Piksa, Filip Kosior                                                                                | Marcin Zbyszyński |
| 20 lexusów na czwartek             | Marcin Zbyszyński | 07.06.2019 | Agata Różycka, Eliza Rycembel, Maria Sobocińska / Anna Mrozowska, Filip Kosior, Piotr Piksa / Maciej Pawlak, Jan Marczewski                                       | Marcin Zbyszyński |
| Powierzchnie gładkie               | Marcin Zbyszyński | 23.11.2018 | Filip Kosior, Agata Różycka, Eliza Rycembel, Małgorzata Mikołajczak / Maria Sobocińska                                                                            | Marcin Zbyszyński |
| Gluten Sex                         | Marcin Zbyszyński | 09.02.2018 | Wojciech Malajkat, Piotr Piksa, Maria Sobocińska, Filip Kosior, Marta Wągrocka / Katarzyna Obidzińska                                                             | Marcin Zbyszyński |
| #NaDorosłego                       | Marcin Zbyszyński | 01.04.2017 | Maria Sobocińska, Filip Kosior, Agata Różycka, Piotr Piksa, Skodo                                                                                                 | Marcin Zbyszyński |
| Pierwsza lepsza                    | Aleksander Fredro | 18.03.2016 | Filip Kosior, Piotr Piksa, Agata Różycka, Marta Wągrocka | Marcin Zbyszyński |

## Zespół

### Aktorzy
- Ewa Jakubowicz
- Małgorzata Mikołajczak
- Anna Mrozowska
- Katarzyna Obidzińska
- Agata Różycka
- Eliza Rycembel
- Maria Sobocińska
- Marta Wągrocka
- Marcin Bubółka
- Rafał Derkacz
- Filip Kosior
- Maciej Pawlak
- Piotr Piksa
- Jan Marczewski

### Twórcy
- Marcin Zbyszyński – scenarzysta i reżyser
- Filip Grycmacher - kompozytor
- Piotr Skodowski (Skodo) – kompozytor
- Darek Redos – reżyser światła i autor video
- Natalia Kielan – choreografka
- Joanna Załęska - scenografka
- Julia Filińska – scenografka
- Irma Tylor – kostiumografka
- Ernest Grabowski-Patela - reżyser dźwięku
- Stefania Michera – graficzka

### Aktorzy współpracujący
- Jerzy Radziwiłowicz
- Wojciech Malajkat
- Małgorzata Zajączkowska
- Mariusz Jakus